# Nocera Superiore
Nocera Superiore (Nucere in napoletano, AFI: /nuˈt͡ʃɛrə/ è un comune italiano di 23 461 abitanti della provincia di Salerno in Campania.
La sua storia, fino al 1851, è comune con la confinante Nocera Inferiore: le due città hanno infatti una comune origine e hanno sempre fatto parte di un'unica comunità.

## Geografia fisica

### Territorio
La città sorge lungo la dorsale settentrionale dei Monti Lattari (Monte Albino), nella valle dell'Agro nocerino-sarnese.
- Classificazione sismica: zona 2 (sismicità media), Ordinanza PCM n. 3274 del 20/03/2003.

## Storia
La leggenda, alimentata da Servio narra che, intorno al 1500 a.C. i Pelasgi, di razza giapetica, originari dell'Asia, giunsero in Italia attraverso le Alpi.
La storia vuole che, intorno al VI secolo a.C. popolazioni locali osche diedero origine al primitivo insediamento di Nuceria, localizzato in Nocera Superiore, tra le frazioni Pareti e Pucciano, in località chiamate ancora oggi Oschito e Trebulonia. Questo luogo fu scelto per la sua favorevole posizione geografica, in quanto è prossimo a sorgenti d'acqua e ha un retroterra fertilissimo e protetto dai venti.
Al suo massimo splendore, Nuceria, famosa per la robustezza della cinta muraria e per le notevoli difficoltà nell'espugnarla, racchiudeva le attuali frazioni di Pareti, San Pietro, Pucciano, Grotti, Portaromana, Santa Maria Maggiore e San Clemente.
Per quanto riguarda l'etimo del nome, una teoria, basata ancora sulla storia narrata da Servio, vuole che antichi abitatori di Nuceria abbiano voluto ricordare il loro luogo di origine. Così gli storici del passato hanno trovato in Palestina un fiume Saron; una città Sarnos nell'Illiria; una città e un fiume Sarno nella nostra valle; un monte Api nel Peloponneso; un monte Albis nell'Illiria; un promontorio Album in Fenicia; in Macedonia troviamo un capo Crio; a Creta un promontorio Crium; in Licia un luogo detto Cria. L'etimologia del nome sarebbe derivata, quindi, da uno di questi nomi e da Nou, Nu, che significa "nuovo", e Crium, Cria, Crio, sarebbe derivato Nukria, Nucrium, Nuceria, cioè Nuova Cria.
In realtà il nome Nuvkrinum Alafaternum deriva da nuv + krin -um alafartern -um: letteralmente: Nuova (= nuv) Rocca (= krin) degli Alfaterni.
Nel 280 a.C., Nuceria presiedeva una confederazione che comprendeva Sorrento, Pompei, Stabia ed Ercolano e coniava monete sulle quali era scritto "Nuvkrinum Al(a) faternum".
Durante la seconda guerra sannitica, nel 216 a.C., la città aderì alla causa italica e al termine del conflitto ottenne un trattamento favorevole da Roma, città cui rimase in seguito sempre fedele. Proprio per questo, durante la seconda guerra punica, (219- 201 a.C.), fu presa e distrutta da Annibale.
Altre gravi distruzioni nel suo territorio ci furono in seguito alla guerra sociale del 90 a.C. e al successivo saccheggio delle bande di Spartaco. Divenuta municipium, poi, fu iscritta alla tribù Menenia. In epoca triumvirale (42 a.C.) la città prese il nome di Nuceria Costantia.
Un'altra deduzione di coloni si ebbe con Nerone (54-68). Nel 59 ci fu l'episodio della rissa tra pompeiani e nocerini che valse a Pompei la squalifica dell'anfiteatro per dieci anni.
La città subì, anche se non in modo devastante, i cataclismi che interessarono l'area vesuviana nel I secolo d.C.: il terremoto del 62 e l'eruzione del 79.
Riprendersi non fu facile per Nuceria, che non raggiunse più la prosperità precedente.
Rimasta ai Greci, fu stretta d'assedio e costretta a capitolare dai Longobardi di re Alboino, che elessero Nuceria in Contea e la posero sotto il dominio del Principe di Benevento. Poco prima della metà dell'800, poi, passò ai principi longobardi di Salerno e poi di Capua. Ci furono nuove guerre tra Svevi e Normanni, e Nuceria, oramai trasferitasi lungo la Collina del Parco della futura Nocera Inferiore fu assediata da Ruggero II, il quale, dopo quattro mesi, la rase completamente al suolo.
Riedificata, cominciò la nascita della Nocera moderna, con tanti casali, villaggi o "pagi", che man mano si ingrandirono e divennero vere cittadine.
Dal 1266 al 1435, all'epoca della dominazione angioina, prese il nome di Nuceria Cristianorum.
Nel XV secolo ci fu invece la denominazione di Nocera dei Pagani.

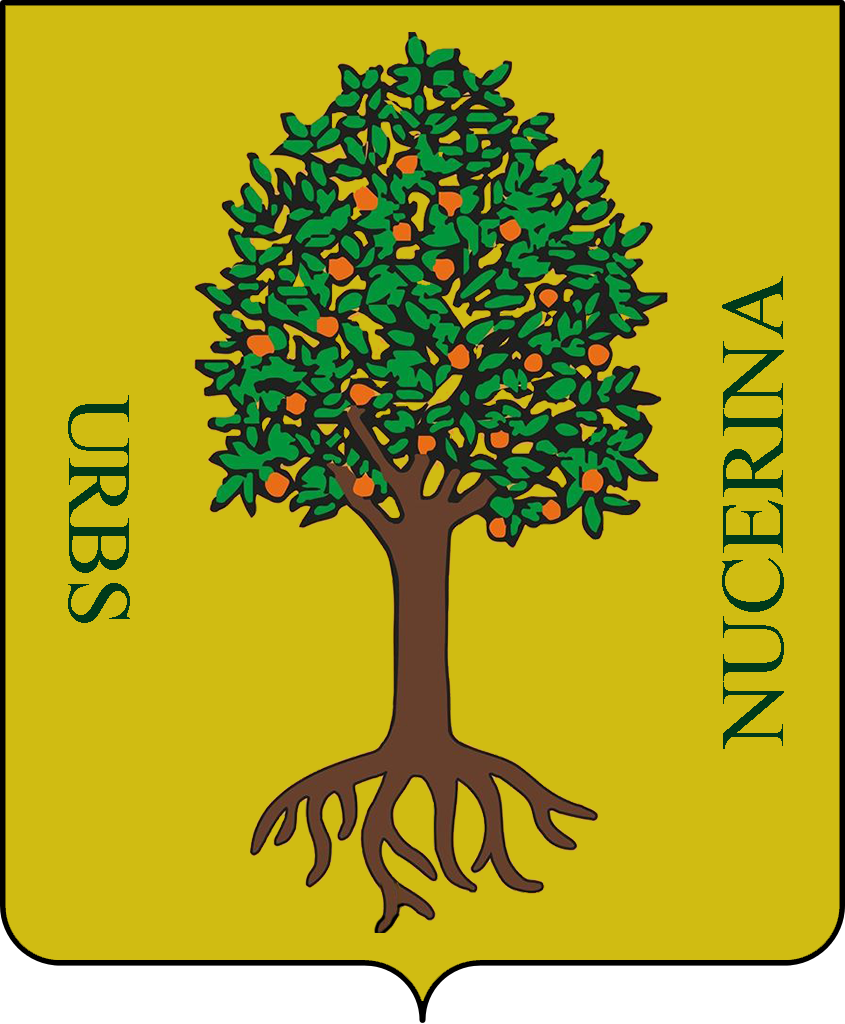
Stemma di Nocera Corpo, università che comprendeva tutta l'attuale città

All'epoca della dominazione spagnola nacquero le Università o Municipi e la città di Nocera cominciò a essere amministrata con la distinzione in due dipartimenti: Nocera Soprana, Nocera Sottana.
Nocera Soprana era divisa in: Nocera Corpo, comprendente l'attuale Nocera Superiore e le frazioni di Piedimonte, Pietraccetta e Borgo di Nocera Inferiore; Nocera San Matteo, comprendente Merichi e Liporto; Nocera Tre Casali, comprendente Capo Casale, Casale Nuovo, Casale del Pozzo. Nocera Sottana era formata dalle università di Barbazzano, Pagani, Sant'Egido e Corbara.
Dal 1807, in seguito all'abolizione del sistema amministrativo basato sulle Università, si costituirono i comuni di Nocera Corpo (che comprendeva tutta Nocera Superiore e gran parte dell'attuale Nocera Inferiore) e Nocera San Matteo. Nel 1828, le due cittadine si unirono dando vita al comune di Nocera. Successivamente, quattordici frazioni dell'ex Nocera Corpo chiesero l'autonomia amministrativa che, di fatto, fu concessa con R. D. 11 novembre 1850, n. 1960, con effetto dal 1º gennaio 1851. Nacque così l'odierna Nocera Superiore.
Negli anni della seconda guerra mondiale, tra il 1940 e il 1943, Nocera Superiore fu uno dei comuni della Campania destinati dalle autorità fasciste ad accogliere profughi ebrei in internamento civile. Gli internati furono liberati con l'arrivo dell'esercito alleato nel settembre 1943.

### Simboli
Lo stemma della città riprende quello dell'antica universitas di Nocera dei Pagani. È stato riconosciuto con D.P.R del 6 aprile 1987 e ha la seguente blasonatura:
Il gonfalone comunale consiste in un «drappo partito di giallo e di verde riccamente ornato di ricami d'oro e caricato dello stemma comunale con la iscrizione centrata in oro: "Città di Nocera Superiore". Le parti di metallo e i cordoni sono dorati. L'asta verticale è ricoperta di velluto dei colori del drappo, alternati, con bullette dorate poste a spirale. Nella freccia è rappresentato lo stemma della città e sul gambo inciso il nome. Cravatta con nastri tricolorati dai colori nazionali frangiati d'oro».

## Monumenti e luoghi d'interesse

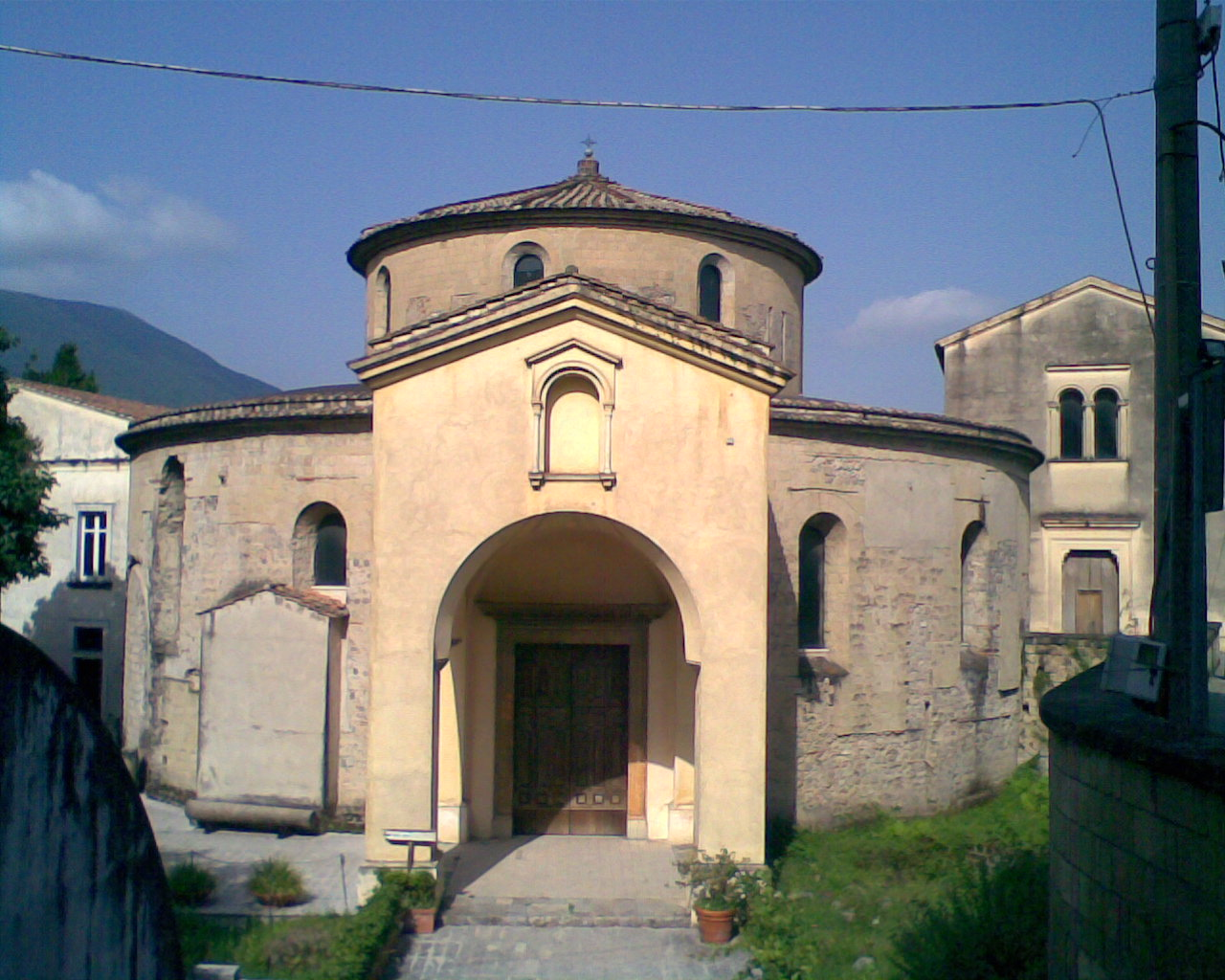
Battistero paleocristiano di Santa Maria Maggiore

- Chiesa Parrocchiale di San Bartolomeo Apostolo in Pareti
- Battistero paleocristiano di Santa Maria Maggiore
- Basilica santuario di Santa Maria Materdomini
- Chiesa Parrocchiale Maria Santissima di Costantinopoli
- Chiesa e Convento di Santa Maria degli Angeli
- Teatro ellenistico, sito in località Pareti
- Strada medioevale di Uscioli
- in località Pizzone, l'Area archeologica della Necropoli monumentale[13]

## Società

### Evoluzione demografica
Abitanti censiti

### Religione
La maggioranza della popolazione è di religione cristiana appartenente principalmente alla Chiesa cattolica; il comune appartiene alla diocesi di Nocera Inferiore-Sarno.
L'altra confessione cristiana presente è quella Evangelica con una comunità:
- Chiesa Evangelica Cristo è la Salvezza per le Nazioni;

### Tradizioni e folclore
- Solenni festeggiamenti in onore del Patrono della città, San Ciro (31 gennaio - Pareti)
- Festa de " 'a Trasuta e San Ciro " e Concorso Nazionale della " Salata di San Ciro ", in giugno (Pareti)
- Concorso internazionale dei Madonnari e festa di San Pasquale Baylon e Maria Santissima di Costantinopoli, in maggio. Frazione di Pecorari.
- Festa di Santa Maria Materdomini, 14 e 15 agosto
- Sacra rappresentazione della Via Crucis negli Scavi di Pizzone e per le strade del quartiere Pecorari, Venerdì Santo
- Via Crucis al borgo montano di Casa Milite, venerdì precedente la Domenica delle Palme
- Processione dei Misteri per le strade delle località di Pucciano, Pareti e San Clemente, Venerdì Santo
- Festa del Majo, località Materdomini (Nocera Superiore), 1º maggio

### Lingue e dialetti
Il dialetto nocerino corrisponde alla lingua napoletana con piccole variazione diatopiche rispetto al napoletano standard. Caratteristica peculiare della pronuncia nocerina è la "e" sempre aperta: Nucæra, cafæ, sacchætta (Nocera, caffè, sacchetta).

## Cultura

### Istruzione
- Scuola elementare San Giovanni Bosco, in via Pecorari;
- Scuola elementare Marco Polo, in via Napoli;
- Scuola elementare Edmondo De Amicis, in viale Croce;
- Scuola elementare Luigi Settembrini, in via San Clemente;
- Scuola elementare Madre Maria Consiglia Addatis, in via Alfaterna;
- Scuola elementare Iqbal Masih, in via Risorgimento;
- Scuola media statale Fresa-Pascoli, in viale Europa.

### Biblioteche
- Biblioteca Comunale, via San Clemente
- Biblioteca della Parrocchia di Maria SS.di Costantinopoli, via Pecorari
- Biblioteca del Convento di Santa Maria degli Angeli, via Grotti Campo

### Musei
- Museo della ceramica

## Geografia antropica

### Frazioni
In base allo statuto comunale di Nocera Superiore le frazioni sono 12, le località sono 15, 2 casali, 3 cupe e 2 rioni.
San Clemente, è il capoluogo, con la Cupa San Clemente e con il Casale Marunnella; Camerelle con le località Casa Milite, Cimitero e Pizzone; Citola con la località Cimitero, la Cupa Baldini e il casale casicola; Croce Malloni con le località Casa De Angelis, Malloni e Sant'Onofrio e con la Cupa Belvedere; Grotti; Materdomini con la località Iroma; Pareti con le località Tebulonia e Santa Croce e con le Cupe Sorvello e Mileto; Pecorari con le località Uscioli, Pizzone e Pacioni, con il Rione Castellani e con il casale Casicola; Portaromana; Pucciano con la località Oschito; Santa Maria Maggiore con la località Mercato e il Casale Marunnella; San Pietro con le località Mercato e Strettola; Starza; Taverne con il rione Casa Canale e Marconi.

## Infrastrutture e trasporti

### Strade
- Strada Statale 18 Tirrena Inferiore
- Strada Regionale 266/b ex SS 266 Nocerina
- Strada Provinciale 4 Innesto SS 18 (Camerelle)-Roccapiemonte-Mercato San Severino.
- Strada Provinciale 81 Nocera Superiore-Materdomini.
- Strada Provinciale 223 Innesto SS 18 (San Clemente)-Santa Maria Maggiore-Bivio Croce-Innesto SP 81.

Fra il 1911 e il 1952 Nocera Superiore era servita dalla tranvia Salerno-Pompei, esercita dalla società Tranvie Elettriche della Provincia di Salerno (TEPS).

### Ferrovie
Il territorio cittadino è attraversato dalla ferrovia Napoli-Salerno, su cui si trova una stazione servita da treni regionali svolti da Trenitalia nell'ambito del contratto di servizio stipulato con la Regione Campania.

### Impianto di Depurazione per il trattamento delle Acque reflue
Nella città di Nocera Superiore nella località "Starza" è presente l'"Impianto di depurazione sub-comprensoriale per il trattamento dei reflui urbani" istituito nel 2008 nell'ambito del progetto speciale CASMEZ per il disinquinamento del Golfo di Napoli.

## Amministrazione

### Sindaci
| Periodo        | Periodo        | Primo cittadino        | Partito                                                                                      | Carica                    | Note                                                                                        |
| -------------- | -------------- | ---------------------- | -------------------------------------------------------------------------------------------- | ------------------------- | ------------------------------------------------------------------------------------------- |
| 6 giugno 1993  | 27 aprile 1997 | Giuseppe Salvi         | Partito Socialista Italiano                                                                  | Sindaco                   |                                                                                             |
| 27 aprile 1997 | 13 maggio 2001 | Giuseppe Salvi         | PPI                                                                                          | Sindaco                   |                                                                                             |
| 13 maggio 2001 | 28 maggio 2006 | Gaetano Montalbano     | Forza Italia                                                                                 | Forza italia              | Mandato di 5 anni svolto totalmente                                                         |
| 29 maggio 2006 | 23 maggio 2008 | Gaetano Montalbano     | Centrodestra                                                                                 | Centrodestra              | Mandato di 5 anni non eseguito totalmente, Eseguiti solo 2 Anni                             |
| 23 maggio 2008 | 7 giugno 2009  | Giustino Di Santo      | Tecnico (Commissario straordinario)                                                          | Commissario straordinario | Nominato commissario straordinario per dimissione del precedente sindaco Gaetano Montalbano |
| 7 Giugno 2009  | 26 Maggio 2014 | Gaetano Montalbano     | centrodestra                                                                                 | Centrodestra              | Mandato di 5 Anni eseguito totalmente (7 Giugno 2009- 26 Maggio 2014)                       |
| 26 Maggio 2014 | 25 Maggio 2024 | Giovanni Maria Cuofanò | liste civiche "Ora!", "Comunità Italia", "L'Altra Nocera", "La Nostra Terra", "Città Libera" | Liste civiche             | Ha ricoperto due mandati dal 24 maggio 2014 a 25 maggio 2024 (10 ANNI)                      |
| 27 Maggio 2024 | In carica      | Gennaro D’Acunzi       | Liste civiche Adesso- Ci siamo- Superiore è Nocera- Movimento legalità e trasparenza         | Liste civiche             | Sindaco eletto con ballottaggio con 6.896 Preferenze                                        |

### Altre informazioni amministrative
La gestione del ciclo dell'acqua è affidato alla Società idrica Gori.

## Sport

### Calcio
La squadra più seguita e rappresentativa del territorio è la Nocerina, la quale, nonostante abbia sede e stadio collocati nel comune limitrofo di Nocera Inferiore, ha idealmente rappresentato entrambi i comuni fin dalla sua fondazione. 
La principale squadra calcistica del comune di Nocera Superiore è stata il Real Nocera Superiore, che ha militato per due stagioni in Serie D. Disputava le sue gare casalinghe all'interno dello stadio Karol Wojtyła, situato in città nella zona Pecorari.
Negli anni 1980 la Polisportiva Internocera militò in Promozione (allora massimo livello regionale) dalla stagione 1983-1984 a quella 1985-1986, in seguito rifondata sotto il nome di Materdomini. 
Milita in Prima Categoria la Football For Fun Nuceria (abbreviata in F3), squadra del borgo di Pecorari, mentre in Terza Categoria milita la Salzano Team, squadra di San Clemente.
Dal 2021 fino al 2023 è stata attiva l`associazione sportiva dilettantistica Nocera Superiore che ha militato nel campionato di Promozione.

### Tennis Tavolo
Nella palestra "Marco Polo" disputa le gare di Tennis Tavolo il Nocera. Nata nel 2000, segue idealmente le sorti della scomparsa Libertas Alfaterna di Nocera Inferiore. Milita nel campionato nazionale di Serie B2, dopo la promozione ottenuta al termine della stagione 2024-25. Disputa, inoltre, i campionati regionali di Serie C2, Serie D1 e Serie D2.

### Pallavolo
La "Vitolo Volley", fondata nel 2003 milita in Serie C maschile; mentre la squadra femminile milita in serie D. Svolge i suoi allenamenti nella palestra della scuola "Fresa-Pascoli".

### Strutture sportive principali
- Stadio Karol Wojtyła

## Curiosità
- Il Re Gustavo VI Adolfo di Svezia, grande appassionato di archeologia, visitò nell'ottobre del 1964 insieme alla moglie Luisa Mountbatten (regina consorte di Svezia) il battistero di Nocera Superiore accompagnato dal parroco di Santa Maria Maggiore.[20]
- Lo scrittore danese Hans Christian Andersen visitò il battistero nell'anno 1834. Egli definì il battistero " Den Ældeste kirke i Italien" cioè "La chiesa più antica d'Italia"